# Matt Jones
Pour les articles homonymes, voir Matthew Jones.
Matthew Graham Jones (appelé le plus souvent Matt Jones) est un footballeur gallois, né à Llanelli, dans le Carmarthenshire, au Pays de Galles. Il jouait au poste de milieu de terrain.
Après un début de carrière très prometteur à Leeds United où il avait été formé, il fut transféré à Leicester City en août 2000 pour un transfert d'un montant de 3,5 millions de livres sterling.
Lors d'un match de Premier League contre Liverpool à Anfield, en 2003, il connut une grave blessure au dos, à la suite d'un tacle de Gary McAllister. Après de nombreuses opérations infructueuses, Matt Jones dut se résoudre à se retirer du football professionnel en 2004.
Depuis sa retraite, celui qui était surnommé Diamond Jones (Jones le diamant), a travaillé avec les médias britanniques.
En septembre 2007, Matt Jones a annoncé qu'il retournait à la compétition semi-professionnelle dans le championnat du Pays de Galles de football, avec le club de sa ville de naissance, le Llanelli AFC.